# Noid (Musiker)
noid (eigentlich: Arnold Haberl; * 6. Juli 1970 in Steyr) ist ein österreichischer Improvisationsmusiker (Cello, Electronics), Komponist und Klangkünstler. Zu seinen Aufgabenfeldern gehören Cello-Improvisationen, Sound-Installationen, Videokunst und Ensemblekompositionen. Er lebt und arbeitet in Wien.

## Leben
Arnold Haberl studierte Cello und Mathematik in Wien. Er arbeitete mit Künstlern wie Elisabeth Schimana, Klaus Filip, Dieb13, Billy Roisz, Burkhard Stangl, Franz Hautzinger und vielen weiteren zusammen. Er ist Programmierer des Musik-Freeware-Projekts ppooll. Haberl unterrichtet seit 2010 Klangkunst an der Fachhochschule Salzburg.

## Diskografie (Auswahl)
- 2003: monodigmen (aRtonal Recordings)
- 2007: You`re Not Here (Hibari Music)
- 2009: ￢ + : * (mit Taku Unami; Manual)